# انانتیومر

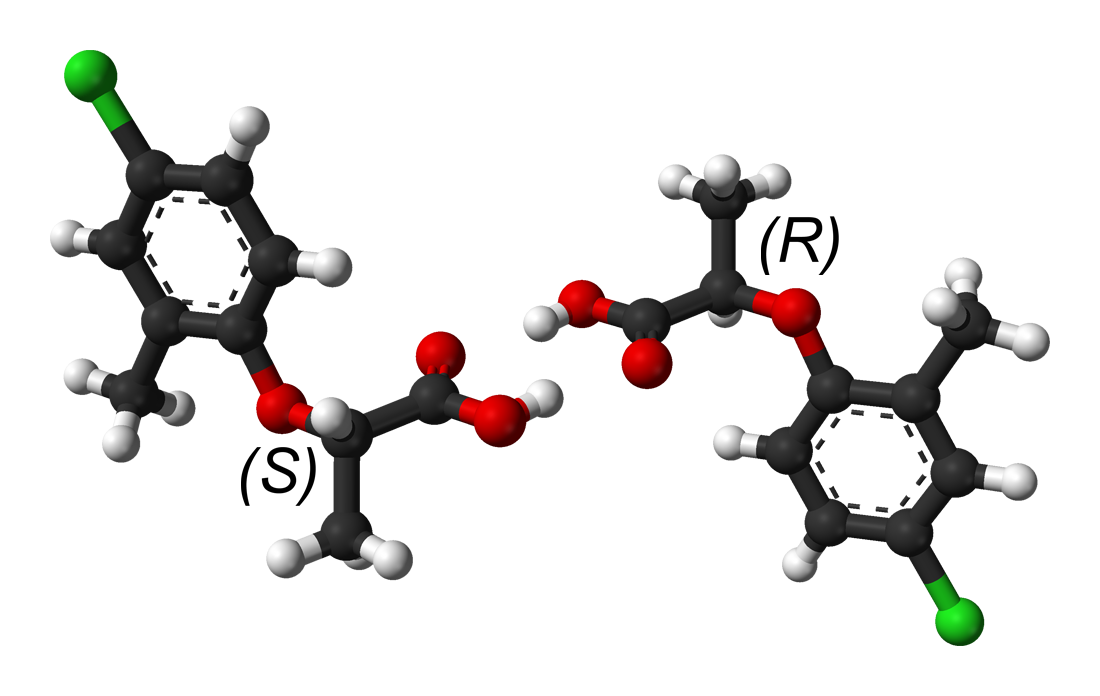
انانتیومرهای میکوپروپ.

اِنانتیومر (به انگلیسی: Enantiomer) (املاهای دیگر: انانتیمر یا انانتیُمر) در شیمی، یکی از ایزومرهای فضایی است که شکل L و D یک قند که تصویر آینه ای هم بوده ولی بر هم منطبق نمی شوند. با آن که جهات دست راست و چپ آن یکسان هستند اما با هم متضاد می‌باشند. ترکیبات محض «انانتیومر» پادهمسان به یک نمونه برمی گردند که دارای محدودیتهای ردیابی بوده و ملکولهای آن تنها از یک نوع دست‌سانی برخوردار هستند.
به هنگام قرارگیری در یک محیط متقارن، مولکول‌های«انانتیومر» پاد همسان، مشابه با ویژگیهای شیمیایی و فیزیکی هستند به غیر از آن که در اندازه‌هایی برابر اما در جهات مخالف صفحه – نور پلاریزه را می‌چرخانند. مخلوط اجزایی یکسان از یک ایزومر نوری فعال و ایزومر «انانتیومر» پادهمسان آن اصطلاحاً راسمیک یا خوشه سان نامیده می‌شود که دارای چرخش خالص صفر در صفحه نور پلاریزه می‌باشد. 
مولکول‌های «انانتیومر» پادهمسان در انواع دیگر، اغلب خصوصیات شیمیایی متفاتی نسبت به هم دارند که به وجود مواد دیگر مربوط می‌گردد که آنها نیز از نوع ایزومرهای «انانتیومر» پادهمسان می‌باشند. چون بسیاری از ملکولها درون بدن جانداران خود از نوع ایزومر پادهمسان می‌باشند، اغلب تفاوتی فاحش در عوامل دو ایزومر پاد همسان متقارن در این موجودات و از جمله انسانها وجود دارد.
انانتیومر ها در صنعت داروسازی نیز کاربرد دارند .برای مثال داروهایی مانند ایبوپروفون ها و البوترول ها که برای بیماران آسمی به کار می روند.

## ریشه شناسی واژه
این واژه از زبان یونانی باستان گرفته شده که دارای دو بخش است:
اِنانتیوس(به یونانی: